# Myiase
 Mise en garde médicale

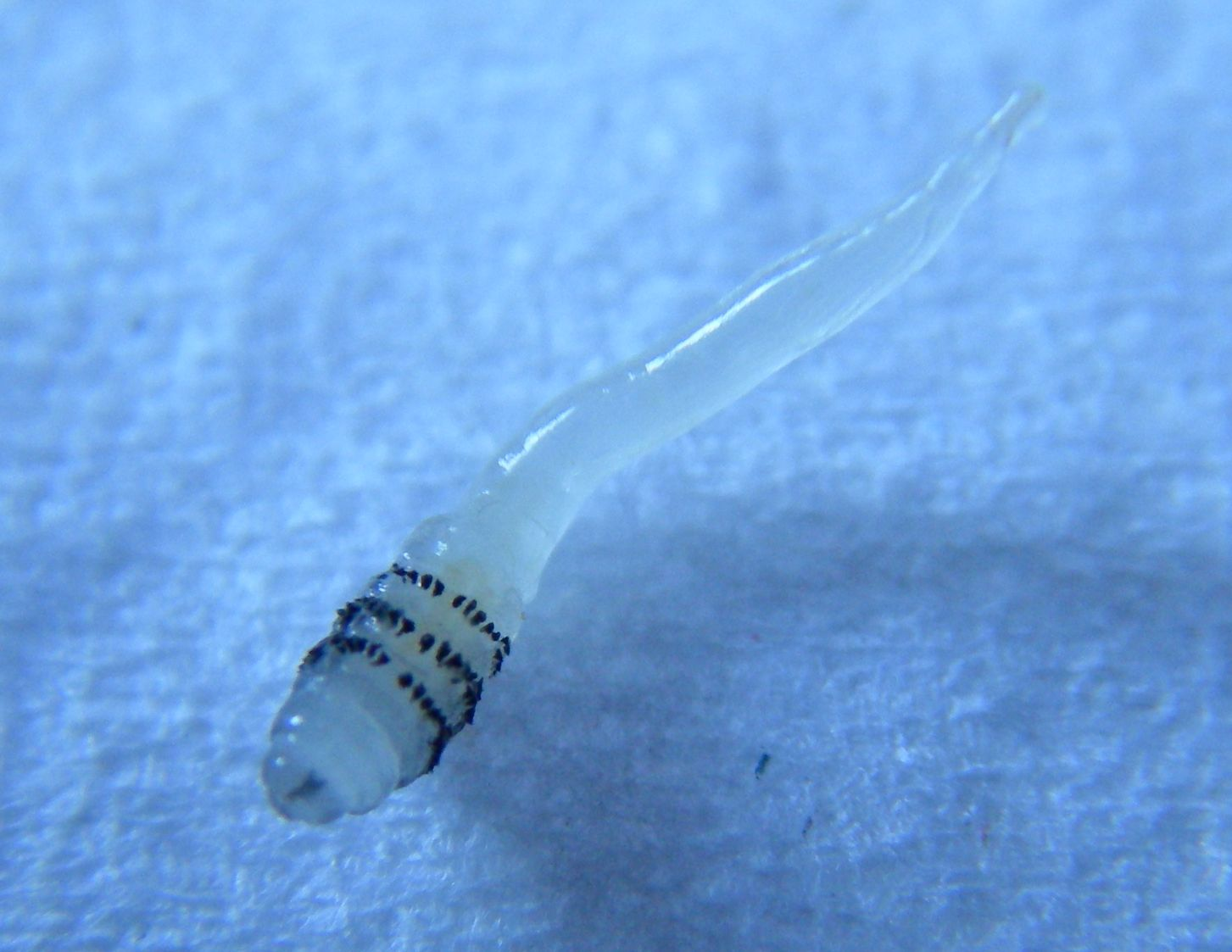
« Ver macaque ». Larve de la mouche sud-américaine Dermatobia hominis à son stade intermédiaire de développement (encore transparente, poils-crochets peu développés). Elle respire par l’extrémité effilée (orientée vers l’entrée de son gîte).
Noter les rangées de poils noirs qui semblent l'aider à s'ancrer dans la peau.

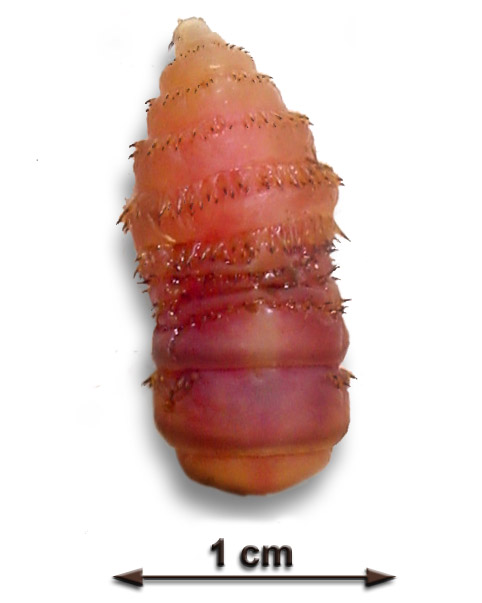
Larve de Gasterophilus intestinalis. Noter les rangées de poils-crochets typiques chez la plupart des espèces de larves causant des myases

Les myiases ou myases sont l’ensemble des troubles provoqués par la présence dans un corps animal de larves de diptères parasites. Les familles de diptères concernées sont celles des Calliphoridae, des Oestridae, des Sarcophagidae, des Cuterebridae et des Muscidae.

## Étymologie
Le terme myiase, ou myase, (nom féminin) est composé de la racine du grec ancien μυῖα / muîa, qui signifie « mouche », et du suffixe ἴασις / íasis, qui signifie en grec « guérison », mais est utilisé en français pour indiquer une maladie.

## Généralités
Les myases, fréquentes dans certaines zones tropicales, sont le plus souvent bénignes, mais inquiétantes pour ceux qui n’y sont pas habitués. 
Ce sont des infections en plein développement dans les pays riches chez les touristes, chasseurs, prospecteurs et naturalistes de retour de pays tropicaux. Certains pays (Australie) imposent une quarantaine en cas de détection d’une myase aux frontières, afin de limiter le risque d’invasion du pays par une espèce parasite de l’humain ou du bétail. 
Quelques cas locaux et « naturels » peuvent se produire en zone non tropicale, mais sont assez rares chez l’humain.

## Classement
On distingue généralement :
- myiase cuticole, parfois furonculaire ;
- myiase cavitaire (ou luminale) ;
- myiase intestinale (une des formes de myases luminales).

### Myiases «cuticoles» et «furonculaires»

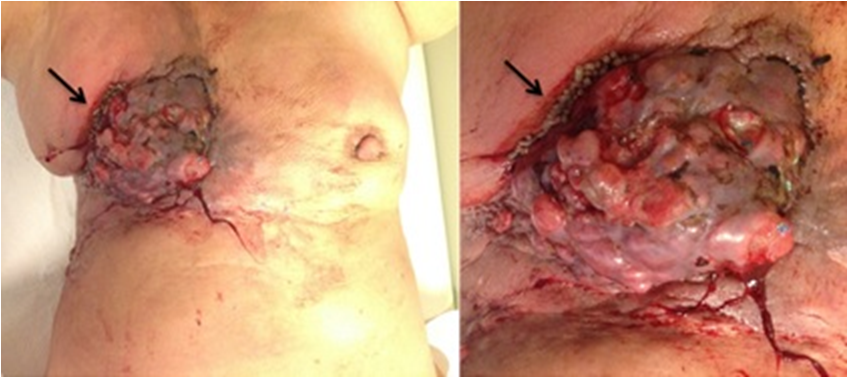
Myiase cuticole située dans la poitrine d'une femme causée par Lucilia cuprina (Istanbul, Turquie)

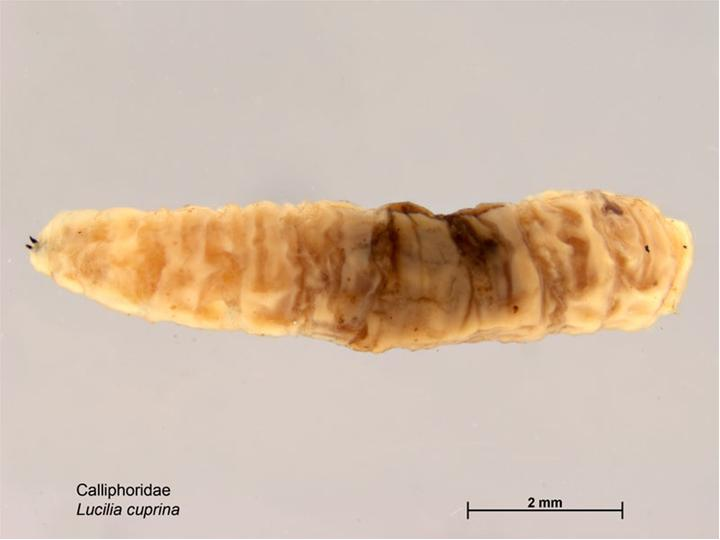
Larve de Lucilia cuprina, causant des myiases cuticoles sur les ovins en Australie

Ce sont des infestations cutanées et sous-cutanées endoparasitaires, causées par une ou plusieurs larves de diptères dont les larves ectoparasites sont pondues directement par la mouche sur la peau, ou sur un vecteur secondaire (tel qu’un moustique) ou au sol et sur les tissus. Ces larves ne s’attaquent qu’aux zones cutanées, mais peuvent s’enfoncer jusqu’à 1 cm, voire un peu plus, sous la peau. La présence de la larve se manifeste généralement par un furoncle ou un kyste sébacé, souvent surinfecté, ne réagissant pas aux traitements antibiotiques. Quand elle grandit, la larve est parfois perçue par son hôte (sensation de mouvement sous la peau). 

#### Les formes sévissant en Europe
Les formes sévissant en Europe :
- la plus connue est due à Wohlfahrtia magnifica (wohlfahrtiose). La porte d'entrée peut être une plaie cutanée ou une muqueuse saine. Elle peut atteindre ainsi l'oreille, l'œil, le nez ou le vagin ;
- Hypoderma bovis, un hypoderme qui touche les bovins, avorte son cycle chez l'humain et est responsable d'une myase furonculoïde, c'est-à-dire une masse rénitente, indolore, d'apparition rapide (quelques heures), se perçant rapidement d’un pertuis permettant l'issue d'une larve, en général de moins de 10 mm.

##### Les formes sévissant dans les Amériques
- On les trouve du Mexique à l’Argentine, dans les zones forestières humides, impliquant les larves de Dermatobia hominis, communément appelé "ver macaque" en Guyane, human botfly, el tórsalo (au Brésil), beefworm.

- On trouve aussi en Amérique centrale et du Sud la lucilie bouchère, Cochliomyia hominivorax.

Ces infections ne sont pas toujours douloureuses; la larve semble sécréter un antibiotique qui rend les infections rares tant que la larve est vivante sous la peau. Des surinfections bactériennes douloureuses causées par des staphylocoques, streptocoques, clostridium, etc. sont néanmoins toujours à craindre, en particulier en cas d’extractions provoquées réalisées sans précautions hygiéniques adéquates. La « plaie » est normalement bactériologiquement stérile, mais elle excrète des sérosités et résidus fécaloïdes qui peuvent attirer d’autres insectes potentiellement porteurs de parasites[réf. nécessaire].
TraitementIl consiste généralement à asphyxier la larve durant la phase initiale de l’infection en bouchant l’ouverture de son gîte par de la vaseline, du gras de porc, un autre corps gras (Si l’on applique une tranche de gras de lard durant environ 48 heures, la larve cherche à remonter en surface pour respirer. Elle traverse la couche de lard où on la piège alors (le lard est parfois remplacé par une épaisseur de coton imprégnée de biafine ou de vaseline). Certains utilisent un morceau de scotch (scotch en large bande). Ces méthodes basées sur l’asphyxie permettent souvent l’extraction spontanée du parasite, ou son extraction facilitée à la pince à épiler. Dans certains cas, une infection bactérienne s'ensuit. Un nettoyage chirurgical est nécessaire si la larve est incomplètement extraite. Les seringues spécialement conçues pour aspirer les venins semblent également efficaces dès la phase précoce de l’infection et à tous les stades, évitant la chirurgie et diminuant a priori le risque d’infection. S’il doit être fait, le geste chirurgical se réalise sous anesthésie locale et il doit être suivi d’une désinfection soigneuse.
Lutte préventiveLimiter l’exposition aux moustiques, mouches et tiques (répulsifs, moustiquaire, évitement des zones à risque aux heures où les moustiques sont actifs).

##### Les formes africaines
- Une autre forme, très différente, (mais dont la larve est également équipée de cernes de poils noirs) sévit en Afrique tropicale. Elle est due aux larves de Cordylobia anthropophaga, communément appelée mouche tumbu ou ver de Cayor. Ces larves naissent au sol ou sur des tissus à partir des œufs qui y sont déposés par la mouche (une centaine d’œufs par mouche, pondus à l’aube ou au crépuscule). De là, elles cherchent à gagner la peau d’un hôte pour s’y développer, plus rapidement que les larves de myases américaines, en 9 à 15 jours. Le développement de la larve se fait souvent dans la peau des pieds et est généralement marqué par un papule évoluant en nodule. Plusieurs larves infectent souvent un même organisme-hôte. Un risque de surinfection bactérienne existe, mais moindre, selon certains auteurs, que dans la forme américaine[réf. nécessaire].
- On trouve aussi la larve de Cordylobia rodhaini, un peu plus rare et plus forestière.

TraitementIl est réputé plus facile que pour les myases américaines. Les larves de ces mouches sortent en effet plus facilement de leur gîte, par simple pression bilatérale sur le furoncle ou nodule. Elles peuvent aussi être facilement asphyxiées par application d’un corps gras sur l’orifice de respiration (vaseline par exemple). Certains préfèrent attendre quelques jours que la mouche émerge spontanément sous sa forme adulte. Un traitement antibiotique oral et un vaccin antitétanique de rappel sont souvent recommandés pour limiter le risque de surinfection bactérienne[réf. nécessaire].
Lutte préventiveTrempage des draps et habits dans l’eau bouillante avant de les utiliser, ou repassage au fer très chaud des tissus qui seront en contact avec le corps (dont lit de camp). Les tissus non utilisés peuvent aussi être stockés derrière une moustiquaire.

### Myiases cavitaires ou luminales

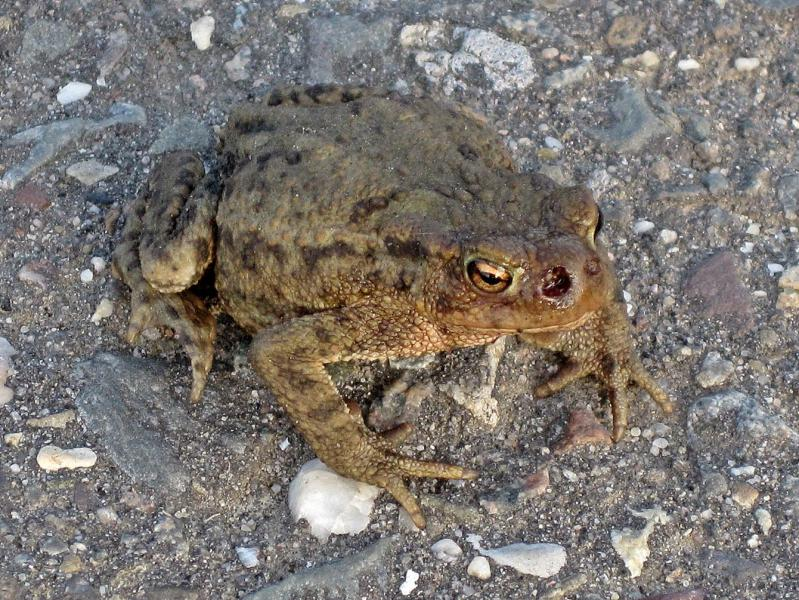
Myiase située dans les cavités nasales d'un Crapaud commun provoquée par Lucilia bufonivora (Pays-Bas)

Il existe aussi chez l’humain et l’animal des myases luminales colonisant un organisme via ses orifices naturels : nez, conduit auditif, tube digestif, organes génitaux, yeux. Elles sont généralement situées dans les zones cérébrales.
La lucilie bouchère est réputée pour rendre fous les animaux sauvages, en leur dévorant le cerveau, après avoir investi les sinus nasaux ou les cornes.
Les larves de Lucilia bufonivora mangent une partie de l’intérieur de la tête du crapaud commun, à partir des narines, en le laissant vivant et relativement amorphe (il tente simplement épisodiquement quelques gestes des pattes avant comme s’il cherchait à se débarrasser des larves).
Les larves du genre Cephenemyia sont spécialisée dans l'infestation des cavités nasale et pharyngale des Cervidés, notamment Cephenemyia stimulator qui infeste celles du chevreuil.

### Myases intestinales
Elles sont provoquées par des endoparasites. On notera en particulier Gasterophilus inermis, une espèce de diptère parasite des chevaux. Chez l'humain, l'aspect évoque une larva migrans, en moins sinueux que l'ankylostome, dont la progression est de quelques centimètres par jour[réf. nécessaire]. Il y a aussi le cas du casgiu merzu, une préparation fromagère d'origine corse impliquant des larves de la mouche du fromage, Piophila casei, qui peuvent résister à l’acide stomacal et peuvent vivre un certain temps dans l’intestin après une ingestion[réf. nécessaire].

## Myiases humaines
- Calliphora vomitoria
- Cordylobia anthropophaga (ver de Cayor)
- Cuterebra sp.
- Dermatobia hominis (ver macaque)
- Gasterophilus sp.
- Hypoderma sp. (varon)
- Lucilia sericata
- Lucilia cuprina
- Musca domestica
- Rhinoestrus sp.
- Sarcophaga sp.
- Sarcophila sp.
- Wohlfahrtia et la wohlfahrtiose
- Auchmeromyia senegalensis

## Myiases vétérinaires
- La plus connue est due à la lucilie bouchère. Chez les animaux d’élevage, ces types de myases amenuisent la valeur de la peau destinée à la tannerie et ont souvent justifié l’application de médicaments vétérinaires (insecticides dits « antiparasitaires ») chez les animaux d’élevages (bovins en particulier).

Des myiases parfois sévères sont occasionnées par les Sarcophagidae.